# 아흐마드 아부가우시
아흐마드 아부가우시(아랍어: أحمد ابو غوش‎, 1996년 2월 1일~)는 요르단의 태권도 선수이다. 2016년 하계 올림픽 태권도 남자 68kg급에서 우승하여, 요르단의 올림픽 역사상 첫 메달을 획득했다.

## 수상

### 수훈
- 압둘라 국왕 훈장(2016년)